# Лада (Кременчук)
Футбольний клуб «Лада» або просто «Лада»  — український пляжний футбольний клуб з міста Кременчук Полтавської області.

## Історія
Футбольний клуб «Лада» засновано в місті Кременчуку однойменною місцевою торговельною компанією. У 2003 році команда стала срібним призером чемпіонату України з пляжного футболу.

## Досягнення
- Чемпіонат України з пляжного футболу
  -  Срібний призер (1): 2003